# Cerca/Dedicato alla mia ragazza
Cerca/Dedicato alla mia ragazza è il settimo singolo su 7" de I Kings pubblicato nel 1966 dalla Durium.

## Tracce
Lato A
1. Cerca

Lato B
1. Dedicato alla mia ragazza

## Credits
- Produttore: Luciano Giacotto
- Scritto da: Ennio Ottofaro, Pierpaolo Adda